# Stefan Reimann-Andersen
Stefan Reimann-Andersen (* 13. Juli 1963 in Deutschland) ist ein deutsch-österreichischer Unternehmer, Chemiker und Erbe, der gut ein Viertel der JAB Holding besitzt.

## Leben
Reimann-Andersen ist ein Cousin 2. Grades von Albert Reimann junior und entstammt der wohlhabenden Unternehmerfamilie Reimann aus der Dynastie von Karl Ludwig Reimann. Er wurde zusammen mit seinem Bruder Matthias Reimann-Andersen im März 1967 von Albert Reimann junior adoptiert. Sein Vater Otto Andersen ist der Sohn der Schwester von Albert Reimann juniors Mutter. Er hat in Günter Reimann-Dubbers, Volker Reimann-Dubbers, Hans Gerhard Reimann-Dubbers und Hedwig-Else Dürr, geborene Reimann-Dubbers vier weitere Adoptivgeschwister.
1984 erbte Reimann-Andersen von seinem Adoptivvater 11,1 % der Joh. A. Benckiser GmbH, die 1999 mit dem britischen börsennotierten Unternehmen Reckitt & Colman zu Reckitt Benckiser (seit 2021 Reckitt) fusionierte. 2005 gründete er zusammen mit seinen Adoptivgeschwistern Renate Reimann-Haas und Wolfgang Reimann und seinem Bruder Matthias die gemeinnützige Benckiser Stiftung Zukunft. Die Stiftung wurde 2019 infolge der bekanntgewordenen Verstrickungen der Familie mit dem nationalsozialistischen Regime in die Alfred Landecker Foundation mit Sitz in Ludwigshafen am Rhein und einem Büro in Berlin überführt.
Reimann-Andersen ist Chemiker. Er promovierte 1991 an der Ruprecht-Karls-Universität Heidelberg und forschte bei Wolfgang Sundermeyer am Anorganisch-Chemischen Institut im Fachgebiet anorganische Chemie. Zusammen mit verschiedenen Co-Autoren veröffentlichte er Fachaufsätze. Danach arbeitete er in der Firma seines Schwiegervaters, der Helmut Kügel GmbH in Hirschaid, zunächst als kaufmännischer Angestellter und von 1997 bis 2005 als Geschäftsführer. In den 1990er und 2000er Jahren wohnte er in Bamberg, lebte ansonsten aber ein unauffälliges Leben. Interviews und Fotos von ihm gibt es so gut wie keine.
Reimann-Andersen sitzt im Gesellschafterausschuss der JAB Holding, ist verheiratet mit Jutta geborene Kügel – einer Frauenärztin und Enkelin von Georg Kügel – und hat zwei Kinder. 2006 hat er aus steuerlichen Gründen die österreichische Staatsbürgerschaft angenommen und lebt seitdem nicht mehr in Deutschland. Forbes schätzte 2022 sein Nettovermögen auf 5,8 Milliarden US-Dollar.